# 瑞士人
瑞士人（德語：die Schweizer）指瑞士公民或於瑞士出生的居民。這一名稱來自於施維茨，並自16世紀起泛指舊瑞士邦聯。
雖然現代意義上的瑞士聯邦起源於1848年的浪漫民族主義時期，但瑞士並不是一個民族國家，“瑞士人”也不只是指一個由單一民族組成的群體，另一方面，聯邦（建立在“協商民主”的共同民族思想之上），這一詞也與傳統語言學上的含義或用於民族意識下的術語截然不同。
瑞士人自1815年約170萬人，至2009年已達676萬人，其中90%居住於瑞士境內，居於國外者約有60%居住於歐盟境內，最大的海外社群則位於加拿大。

## 语言分布
在现代瑞士的传统民族语言分布由以下地区组成：
- 瑞士德语区（德語：Deutsche Schweiz）约占瑞士的65%，主要是瑞士西北部、东部、中部，大部分瑞士高原和瑞士阿爾卑斯山脈的大部分。在瑞士的17个州，德语是唯一的官方语言。[5]

- 瑞士法语区（法语：Romandie, la Suisse romande，德语：Romandie, Welschland, Welschschweiz, Westschweiz[註 1]，意大利语：Svizzera romanda）包括瑞士日內瓦州、沃州、納沙泰爾州、汝拉州以及三个双语州伯恩州、瓦莱州及弗里堡州的法语区。瑞士有190万人口（占总人口24.4%）居住在法语区。[7]

- 瑞士意大利语区（意大利语：Svizzera italiana，罗曼什语：Svizra taliana，法语：Suisse italienne，德语：italienische Schweiz）包括了提契諾州及格勞賓登州南部。在瓦莱州的茨維施貝根也有意大利语使用者。

- 罗曼什语主要分布在苏尔塞尔瓦区、上哈爾布施泰因山谷、下恩加丁以及瓦爾米施泰爾地区。罗曼什语在三语州格劳宾登州被列为该州的官方语言。

## 瑞士國家認同
對於那些在 1798 年加入海爾維蒂共和國而沒有加入瑞士聯邦的州來說，認同與舊瑞士聯邦有關的國家象徵意義尤其困難，這些州只是在 1798 年結束後才獲得瑞士各州的地位，包括格勞賓登州、瓦萊州、提契諾州、沃州和日內瓦州。 由不同意義上，聖加侖是一個特例，它是 1803 年創建的多個歷史區域的聯合體。
在這種情況下，愛國主義甚至可能依附於州以下的實體，例如 Toggenburg。 同樣，由於伯爾尼州的歷史帝國主義，伯爾尼中存在相當大的收復主義，最明顯的是伯爾尼侏羅山，但在較小程度上也在伯爾尼高地的部分地區，如哈斯里。